# Lapenty
Lapenty – miejscowość i gmina we Francji, w regionie Normandia, w departamencie Manche.
Według danych na rok 1990 gminę zamieszkiwało 468 osób, a gęstość zaludnienia wynosiła 31 osób/km² (wśród 1815 gmin Dolnej Normandii Lapenty plasuje się na 466. miejscu pod względem liczby ludności, natomiast pod względem powierzchni na miejscu 236.).